# جاك هال (نقابي)
جاك هال (بالإنجليزية: Jack Hall)‏ هو نقابي أمريكي، ولد في 28 فبراير 1915 في آشلاند في الولايات المتحدة، وتوفي في 2 يناير 1971 في سان فرانسيسكو في الولايات المتحدة بسبب سكتة.